# جان بولسن
جان بولسن (بالنرويجية: Jan Paulsen)‏ (و. 1935  م) هو قسيس نرويجي، ولد في نارفيك.

## مناصب
تولى منصب List of presidents of the General Conference of Seventh-day Adventists ‏ (1 مارس 1999–23 يونيو 2010).

## التعليم
تعلم في جامعة أندروز.